# Eduard Garrigós Soler
Eduard Garrigós i Soler (Benilloba, 10 de març de 1909 – Frontinhan, 19 de gener de 1998) fou un sindicalista català, supervivent del camp de concentració de Mauthausen-Gusen.

## Biografia
Nascut el 10 de març de 1909 al municipi de Benilloba, a la comarca del Comtat, es va establir a Sabadell quan només tenia tres anys, amb el pare, la mare del pare i els seus set germans (Adolf, Eugeni, Joan, Neus, Rogeli, Salvador, Vicenç). Abans d'abandonar la ciutat per anar al front vivia al carrer de Piferrer, 16, al barri de la Creu Alta. El seu pare treballava fent sorra per a la construcció al riu Ripoll. Va estudiar als Escolapis, però es va enfadar amb els capellans i va acabar estudiant a casa del senyor Roure; posteriorment va treballar a la fàbrica de Ca la Daniela, una de les més importants filatures d'estam de la ciutat, propietat de Jenny Turull (fill de Teodor Jenny d'origen francès, alsacià), situada a la riba del riu Ripoll. Estava afiliat a la Federació Local de Sindicats (FLS) de Sabadell, primer adherida a la CNT i expulsada d'aquesta pels seu posicionament trentista i crítiques a la FAI, a inicis de la guerra civil s'integrà a la UGT. Es va casar amb Maria Balagué i Alós amb qui va tenir un fill, Hilari, nascut el 26 de gener de 1934.
Durant la Guerra Civil va ser milicià de la Centúria Alpina (Jaca), transmissor a Torredonjimeno i posteriorment comissari de transmissions de la 139a Brigada Mixta. Va combatre a Andújar, al front de Terol a l'Ebre (des de Móra d'Ebre fins a Gandesa) i a Lleida. Durant la Guerra va viure la separació amb la seva dona, la mort d'un dels seus germans i la tuberculosi d'un altre germà seu, Salvador, ambdós al front.
Es va exiliar a França i va ser internat al camps d'Argelers, Sant Cebrià de Rosselló, Bacarès i Agde. Amb l'ocupació alemanya de França, va ser empresonat per l'exèrcit nazi al Stalag XI-B de Fallingbostel (Baixa Saxònia, Alemanya), i després deportat al camp de concentració de Mauthausen-Gusen, on ingressà el 17 de gener de 1941 amb el número 6.793. Primer va treballar encarregant-se de la neteja de la barraca on no havia de patir les dures condicions d'altres presos, però després el van fer treballar a la pedrera, pujant pedres per una escala, on van morir molts dels presos, els que morien els havien de pujar fins a dalt perquè els alemanys els comptessin, posteriorment treballà a una fàbrica tèxtil que es trobava dins del camp. Va aconseguir fer-se amb la confiança del cap de la barraca, de nacionalitat alemanya, però que se sentia txecoslovac, era dels Sudets.
Al camp es va trobar amb altres sabadellencs com els germans Esteve i Melcior Cañellas, Joan Capellas i Pablo Arós, i companys com el fotògraf (reporter de guerra) Francesc Boix, que formava part del Comitè Internacional Clandestí del Camp i amb qui Eduard i un grup d'uns 10 presos hi col·laborava. Amb aquest grup contactaren amb altres presos espanyols i d'altres indrets, també amb presos polítics alemanys, i aconseguiren roba, menjar i armes, Eduard va aconseguir fer-se amb una pistola. Quan les tropes nord-americanes van arribar al camp el 5 de maig de 1945, va ser un dels primers en obrir les portes.
Va morir a Frontinhan el 1998, deixant unes memòries gravades en set cintes de casset, encara pendents de publicar, fotografies i documentació personal de les seves vivències.